# Lou van den Dries
Laurentius Petrus Dignus « Lou » van den Dries (né le 26 mai 1951) est un mathématicien néerlandais travaillant en théorie des modèles. Il est professeur émérite de mathématiques à l'Université de l'Illinois à Urbana-Champaign.

## Éducation
Van den Dries commence ses études de premier cycle en 1969 à l'Université d'Utrecht et termine son doctorat en 1978 sous la direction de Dirk van Dalen. Sa thèse s'intitule Model Theory of Fields.

## Carrière et recherche
Van den Dries est membre de l'Institute for Advanced Study au cours de l'année universitaire 1982-1983. Il rejoint l'Université de l'Illinois à Urbana-Champaign en 1986. En 2021, van den Dries prend sa retraite et devient professeur émérite.
Van den Dries est surtout connu pour ses travaux fondateurs sur l'o-minimalité. Il a également contribué à la théorie des modèles des corps p -adiques, des corps valués et des corps finis, ainsi qu'à l'étude des transsérie. Avec Alex Wilkie, il améliore le théorème de Gromov sur les groupes à croissance polynomiale en utilisant des méthodes issues de l'analyse non standard. Van den Dries a été conférencier invité au Congrès international des mathématiciens en 1990 et 2018, et a prononcé les conférences Tarski à l'Université de Californie à Berkeley en 2017.

## Prix et distinctions
Van den Dries est membre correspondant de l'Académie royale des arts et des sciences des Pays-Bas depuis 1993. Il reçoit le prix Shoenfield de l'Association for Symbolic Logic en 2016 pour son chapitre « Lectures on the Model Theory of Valued Fields » dans Model Theory in Algebra, Analysis and Arithmetic. Van den Dries a reçu le prix Karp 2018, avec Matthias Aschenbrenner et Joris van der Hoeven « pour leurs travaux en théorie des modèles, en particulier sur l'algèbre différentielle asymptotique et la théorie des modèles des transséries ».

## Publications choisies
- M. Aschenbrenner, L. van den Dries et J. van der Hoeven, Asymptotic Differential Algebra and Model Theory of Transseries, vol. 195, Princeton University Press, coll. « Annals of Mathematics Studies », 2017 (ISBN 9781400885411, DOI 10.1515/9781400885411, MR 3585498, zbMATH 1430.12002, arXiv 1509.02588)
- Z. Chatzidakis, L. van den Dries et A. Macintyre, « Definable sets over finite fields », J. Reine Angew. Math., vol. 1992, no 427,‎ 1992, p. 107–135 (DOI 10.1515/crll.1992.427.107, MR 1162433, zbMATH 0759.11045, S2CID 118058593)
- J. Denef et L. van den Dries, « p-adic and real subanalytic sets », Ann. of Math., series 2, vol. 128,‎ 1988, p. 79–138 (DOI 10.2307/1971463, JSTOR 1971463, MR 0951508, zbMATH 0693.14012)
- L. van den Dries, Tame topology and o-minimal structures, vol. 248, Cambridge University Press, coll. « London Mathematical Society Lecture Notes », 1998 (ISBN 9780511525919, DOI 10.1017/CBO9780511525919, MR 1633348, zbMATH 0953.03045)
- L. van den Dries, A. Macintyre et D. Marker, « The elementary theory of restricted analytic fields with exponentiation », Ann. of Math., series 2, vol. 140,‎ 1994, p. 183–205 (DOI 10.2307/2118545, JSTOR 2118545, MR 1289495, zbMATH 0837.12006, S2CID 119703238)
- L. van den Dries et C. Miller, « Geometric categories and o-minimal structures », Duke Math. J., vol. 84,‎ 1996, p. 497–540 (DOI 10.1215/S0012-7094-96-08416-1, MR 1404337, zbMATH 0889.03025)
- L. van den Dries et K. Schmidt, « Bounds in the theory of polynomial rings over fields. A nonstandard approach », Invent. Math., vol. 76,‎ 1984, p. 77–91 (DOI 10.1007/BF01388493, Bibcode 1984InMat..76...77D, MR 739626, zbMATH 0539.13011, S2CID 96471248)
- L. van den Dries et A. Wilkie, « Gromov's theorem of groups of polynomial growth and elementary logic », J. Algebra, vol. 89,‎ 1984, p. 349–374 (DOI 10.1016/0021-8693(84)90223-0, MR 0751150, zbMATH 0552.20017)